# 두줄망둑
두줄망둑(학명: Tridentiger trigonocephalus)은 동아시아 연안에 분포하는 망둑어목 망둑어과 검정망둑속의 바닷물고기로, 측면에서 볼 때 연갈색 몸에 진갈색 줄무늬가 두 줄이 있기 때문에 두줄망둑이라는 이름이 붙었다. 몸길이는 최장 11cm에 달하며, 1960년대 이후로 로스앤젤레스 인근 해안 등 북아메리카의 태평양 연안에서도 발견되고 있다.